# Jean-Baptiste Robin

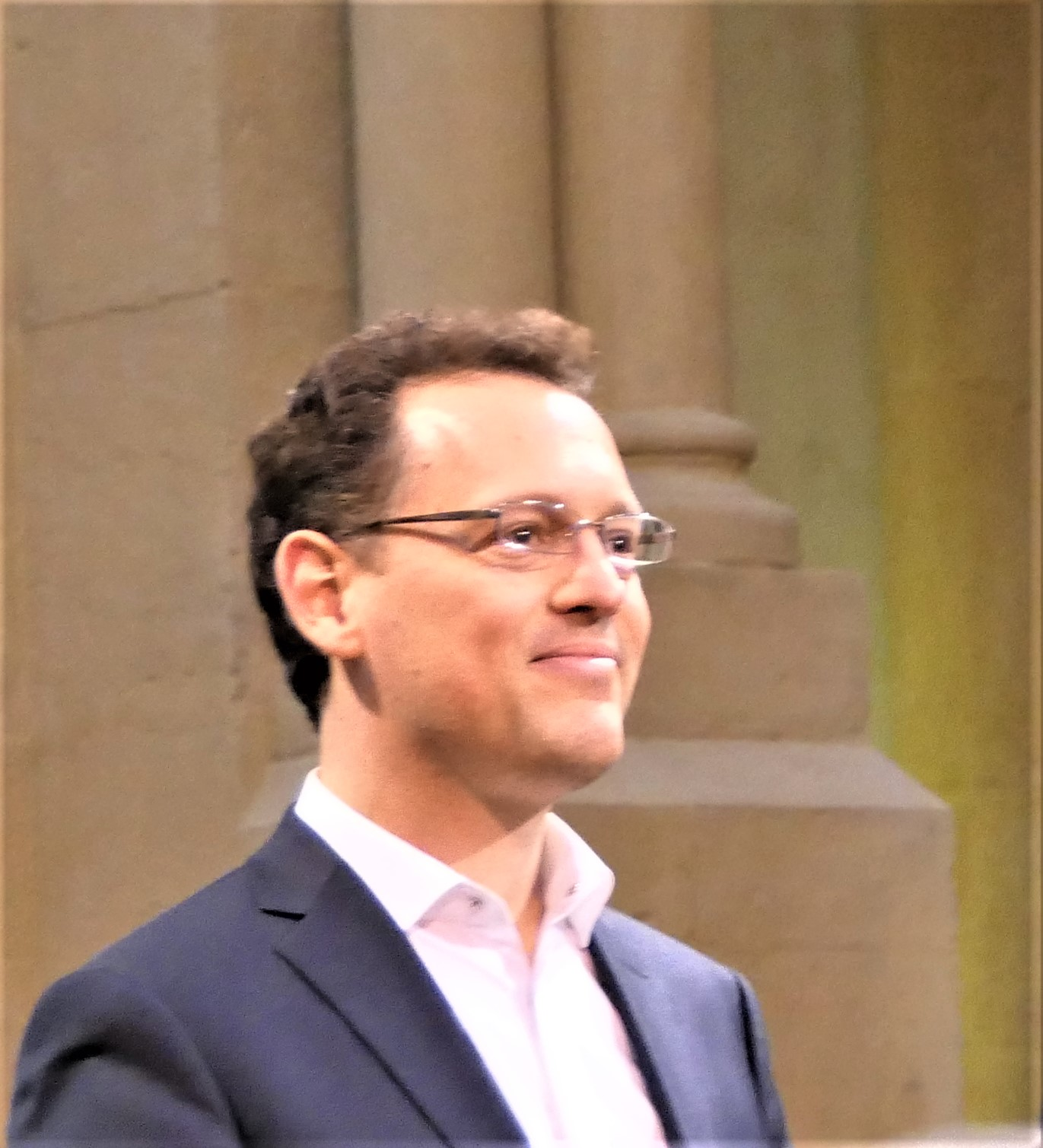
Jean-Baptiste Robin 2017

Jean-Baptiste Robin (* 1976) ist ein französischer Komponist und Organist.

## Biografisches
Jean-Baptiste Robin studierte an den Regionalkonservatorien von Paris und Lyon sowie am Conservatoire National Supérieur de Musique de Paris. Seine Orgellehrer waren u. a. Marie-Claire Alain, Michel Bouvard und Olivier Latry. Er schloss seine Studien mit 7 ersten Preisen ab. Weitere Studien führten ihn an das King’s College of Music in London, wo er mit dem Master abschloss.
2000 wurde er zum Organisten der Kathedrale von Poitiers berufen. 2010 wechselte er an die Schlosskapelle Versailles. Er lehrt Orgel und Tonsatz am Regionalkonservatorium in Versailles.

## Tonträger
- Once Upon a Time. Brilliant Classics, 2020.
- Jean-Baptiste Robin: Fantaisie Mecanique. CD. Brilliant Classics.
- Cercles Réfléchissants. CD. Naxos 2010.
- François Couperin: Orgelmessen. CD. Naxos, 2005.
- Dandrieu: Magnificats und Noëls. CD. Naxos.
- Dandrieu: Offertoires & Sonates en Trio. CD. Naxos.
- Jehan Alain: Sämtliche Werke für Orgel. CD. Brilliant Classics, 2011.
- Louis Marchand: Gesamtes Orgelwerk. CD. Triton, 2007.
- Felix Mendelssohn Bartholdy: Sämtliche Werke für Orgel. CD. Triton.